# Mansión Glenview
Glenview Mansion es una casa histórica localizada en la ciudad de Yonkers, en el estado de Nueva York (Estados Unidos). Situada en Warburton Avenue, figura en el Registro Nacional de Lugares Históricos desde 1972 como John Bond Trevor House. Está hecha de piedra y fue erigida en los años 1870 en un estilo arquitectónico ecléctico de finales de la influencia victoriana a partir de un diseño de Charles W. Clinton.
Es uno de los pocos edificios que quedan en Yonkers hechos de piedra gris de cantera local. En el interior hay excelentes gabinetes Eastlake del destacado ebanista de Filadelfia Daniel Pabst y otras decoraciones y acabados; se considera uno de los mejores interiores de ese estilo en un edificio estadounidense abierto al público.
El banquero John Bond Trevor construyó la casa como una pequeña finca que, sin embargo, estaba lo suficientemente cerca de Nueva York como para permitirle trasladarse a su trabajo en la ciudad en tren. Cuando él y su familia se mudaron, estaba rodeado de casas similares. Cuando murió la segunda esposa de Trevor a principios de la década de 1920, Glenview se había convertido en el centro de un vecindario suburbano. El diseño de la casa y la forma en que los Trevor vivían allí personifican la transición entre la vida en el campo y el suburbio moderno.
En 1929, después de que la familia Trevor se mudó, la casa se convirtió en el hogar del Museo del Río Hudson durante los siguientes 45 años. Desde entonces, el museo se ha ampliado, pero la casa sigue siendo parte del complejo. Sus habitaciones han sido reformadas al estilo de la época y están abiertas a los visitantes. Las renovaciones de principios del siglo XXI han integrado mejor la casa con el resto del museo.

## Edificio

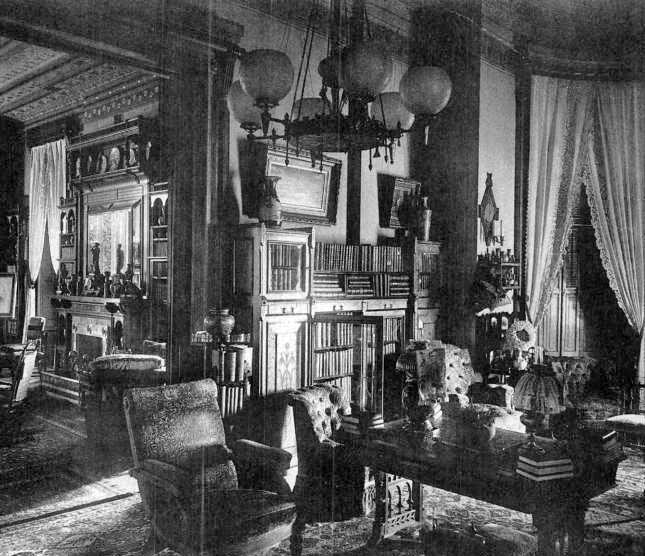
Sala de estar y biblioteca, fotografiada por Edward Bierstadt, 1886.

La casa en sí es un edificio de 2½ pisos, cuatro tramos en la elevación sur y este, cinco en el oeste y tres en el norte. Sus muros de carga están construidos con piedra gris de cantera local, colocada en bloques toscos, con ornamentación de arenisca de Ohio. Cuatro salientes complementan su forma rectangular, siendo el más prominente una torre rectangular de 25,6 m en la fachada sur (frontal) rematada por un empinado techo piramidal. Se hace eco de una torre más pequeña de techo cónico en la cara oeste. Hay un pequeño porche delantero en el sur y un escalón trasero. Los ventanales están al sur y al oeste. 
Encima hay un techo a cuatro aguas revestido con tejas de material compuesto. En varios lugares está atravesado por diez buhardillas, algunas de ellas anidadas dentro de los frontones. Varias chimeneas de ladrillo pequeñas, que ya no funcionan, perforan la parte superior plana del techo cerca de la esquina noroeste. 
Las fachadas están recorridas por hiladas de arenisca a lo largo de las líneas de dintel y antepecho. Las ventanas del primer piso están rematadas con ornamentados dinteles; pequeños rosetones están colocados en la mampostería sobre la hilada de arenisca del segundo piso. En la línea del techo hay una amplia cornisa en voladizo con dentillas y canecillos en voladizo. Sobre la cornisa del ventanal de la fachada sur hay un balcón con una balaustrada de madera, que se repite en la torre. El porche delantero tiene un techo a cuatro aguas sostenido por dos columnas de madera torneadas con balaustradas entre ellas y el muro frontal.
El salón principal presenta columnas de ébano talladas en el estilo ''Eastlake'' con un piso de mayólica alterna y baldosas encáusticas. Se complementan con techos estarcidos, elaborados marcos de puertas de madera y pinturas y esculturas. En la sala de estar, la carpintería incluye detalles de girasoles con incrustaciones y gabinetes de madera de arce con nudos (ojo de pájaro). Los salones tienen grupos de figuras de porcelana de Meissen y una estatua de mármol italiano de Fausto y Marguerite.

## Historia
Hay tres épocas en la historia de Glenview: el tiempo previo a su construcción, la residencia de los Trevor y los años desde entonces cuando se ha utilizado como museo.

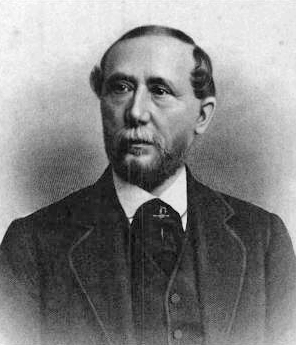
El banquero John Bond Trevor

### 1861-1876: antecedentes y construcción
John Bond Trevor, nativo de Filadelfia, hijo del ex Tesorero del Estado de Pensilvania John B. Trevor, llegó a trabajar en Wall Street en la década de 1850. Su carrera como banquero y corredor de bolsa fue lo suficientemente provechosa como para mudarse a Yonkers cuando se casó en 1861. En ese momento, la comunidad se estaba volviendo atractiva como residencia para los banqueros ricos que querían vivir en las propiedades del valle del Hudson y, sin embargo, permanecer a una distancia accesible de sus trabajos en Manhattan a través del ferrocarril, lo que marcó los inicios del desarrollo suburbano.
Al mudarse por primera vez al noroeste de Yonkers, los Trevor vivían en una casa en la esquina noroeste de las avenidas Glenwood y Ravine, cerca de donde se encuentra hoy la estación de tren de Glenwood. James B. Colgate, socio comercial de Trevor, era dueño de la tierra. Había pocos vecinos más, ya que la mayor parte del terreno entre Warburton y North Broadway estaba abierto y sin urbanizar, lo que lo hacía atractivo para Trevor y otros hombres de negocios como él.
En 1867 murió su esposa. Después de volver a casarse, compró las 9,3 hectáreas situadas hacia el norte por 150.000 dólares (unos 3,6 millones en 2020) y contrató a Charles W. Clinton, un arquitecto con oficinas cercanas a las suyas en lo que hoy es el Bajo Manhattan, para diseñar una casa. Clinton, que había trabajado con Richard Upjohn al principio de su carrera, produjo un edificio descrito incluso en ese momento como "no estrictamente limitado a ningún estilo". Para los acabados interiores contrató a algunos de los artesanos más consumados de la época, en particular al ebanista de Filadelfia Daniel Pabst, cuyo trabajo Trevor o Clinton pudieron haber visto en la Exposición del Centenario de 1876 en Filadelfia, donde ganó un premio por un aparador. Constructores locales, algunos de los cuales también habían asistido a la exposición, donde se exhibieron y demostraron las técnicas y materiales de construcción más nuevos, se encargaron del enmarcado, la plomería y de la pintura. La alfombra vino de la cercana fábrica de alfombras de Alexander Smith. La casa se terminó en 1877.
Antes de construir la casa, Trevor, que había adquirido un interés en la horticultura cuando se mudó a Yonkers, encargó construir invernaderos y establos. Su elección de tierra difiere de la de la mayoría de las propiedades en Yonkers en ese momento, como sus amigos los Shonnards al norte, que construyeron más arriba de la colina con toda la tierra directamente hasta el río, en lugar de en su borde, donde el ferrocarril cortaba el acceso directo al río y los trenes que pasaban ocasionalmente estropeaban la vista y creaban un peligro de incendio. La segunda parcela teórica de Trevor cerca de la costa podría haberse desarrollado, pero nuevamente la presencia del ferrocarril hizo que eso fuera poco probable. Puede que hubiera preferido permanecer cerca de su socio, de la estación y de las instalaciones que ya había construido. De hecho, puso las puertas de la propiedad en Ravine hacia el sur, en lugar de hacia Warburton, que estaba más cerca de la casa pero por un camino sin pavimentar, ya que Ravine estaba a poca distancia de la estación.
Trevor había estado activo en la comunidad, sirviendo como elector presidencial y presidiendo reuniones del Partido Republicano local. Por lo tanto, la casa atrajo mucha atención en los periódicos locales, ya que era una de las primeras casas grandes construidas en el área desde el Pánico de 1873, que había deprimido la economía estadounidense. Fue llamado un "lugar de exhibición" para Yonkers, un lugar creado como ciudad apenas cinco años antes, en 1872. En 1886 fue una de las 12 casas de Yonkers seleccionadas para las ilustraciones con grabados de la Historia del condado de Westchester de Thomas Scharf, que desde entonces se ha convertido en una obra de referencia estándar para los historiadores.

### 1876-1922: como residencia

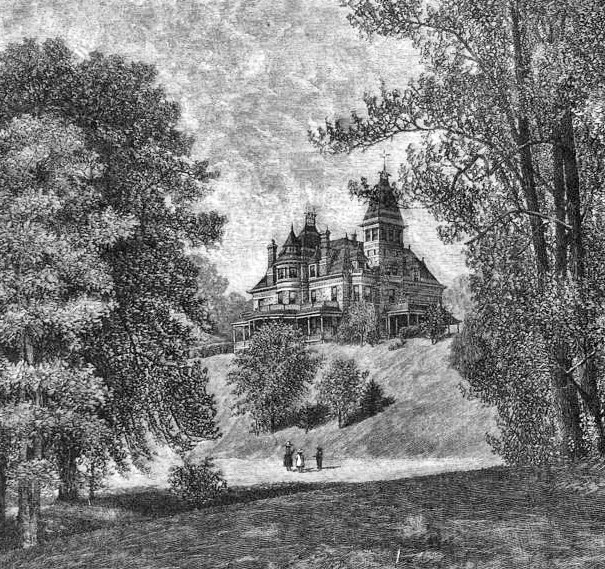
Grabado de Glenview en La historia del condado de Westchester

A lo largo de esos años, Trevor vivió la vida de un caballero rural, viajando diariamente a Wall Street. La familia pasaba el invierno en la ciudad y, a veces, iba a las montañas de Catskill durante los períodos calurosos del verano. Era amigo cercano de vecinos como Samuel J. Tilden, exgobernador de Nueva York y candidato demócrata a la presidencia en las controvertidas elecciones presidenciales de 1876, del abogado William Allen Butler y del magnate ferroviario Colgate Hoyt. Los invitados a Glenview incluyeron a los generales de la Guerra Civil Nelson Miles y William Tecumseh Sherman, quienes sugirieron el cambio de nombre de la antigua residencia de los Trevor, Edgewater, que finalmente pasó a llamarse Seven Pines, en conmemoración de la batalla de Seven Pines.
John B. Trevor, Sr., el hijo menor de Trevor, recordaba los tiempos de su infancia en Glenview como un "paraíso". Con el hijo de Colgate Hoyt, Sherman, el único vecino de su edad, jugaban a menudo con los hijos de Wiffler y su medio hermano mayor. El río cercano jugó un papel destacado en sus juegos. Henry Trevor se unió al Yonkers Yacht Club, donde con otros miembros navegaron río arriba hasta Rondout Creek, en Kingston. En la década de 1890, John y sus hermanas comenzaron a practicar el golf, otro nuevo pasatiempo de los ricos de la Edad Dorada. Todos empezaron también a montar en bicicleta, y una de las hermanas, Emily, también se convirtió en una ciclista entusiasta, que llegó a viajar a lugares tan lejanos como Hastings-on-Hudson y Riverdale.
John Bond Trevor murió en 1890, y John Wiffler, el jardinero con el que había colaborado en la propiedad, se jubiló dos años más tarde para abrir una tienda de piensos en el centro de Yonkers. La familia siguió viviendo en Glenview. La recepción de la boda de Mary Trevor allí en 1892 fue ampliamente cubierta por los periódicos locales y de Nueva York. Un tren especial llevó a los invitados de la ciudad a la ceremonia en la Iglesia Episcopal de St. John y de regreso desde la mansión. Las flores procedían de los invernaderos de la finca.
La viuda de Trevor continuó viviendo en Glenview con sus hijos mientras crecían. Su hija Emily llevaba un diario que proporciona la mayor parte de lo que se sabe sobre Glenview cuando el siglo XIX se convirtió en el XX. Asistió a un internado en la ciudad pero regresó durante muchas de sus vacaciones. Sus reminiscencias son a menudo visitas a amigos o familiares, y viajes a Nueva York o al pueblo de Yonkers, entonces a 1,6 km de distancia. Durante la primera década del nuevo siglo, estos viajes se empezaron a realizar en coche en lugar de en tren o en carruaje. Esto reflejó no solo el uso creciente del automóvil, sino también el proyecto de electrificación del Ferrocarril Central de Nueva York para la línea, que no solo interrumpió el servicio, sino que requirió la construcción de la gran planta de energía que, ahora sin usar, todavía se encuentra en la orilla del río cerca de la actual estación de Glenwood, que todavía usa el edificio de la estación de 1911.
Después de su boda en 1909, John se mudó mientras su madre y su hermana permanecían en la casa. Visitó con frecuencia a sus propios hijos, particularmente en el verano, como para ser descrito como residente en el obituario de su madre en 1922. Su hijo John B. Trevor Jr., recordó en los últimos años de su propia vida que en ese momento, la sala de billar se usaba principalmente como comedor de los niños, con la mesa de billar cubierta con un mantel. El salón y la biblioteca rara vez se usaban. Emily dijo más tarde que ella y su anciana madre "vivieron una vida muy tranquila" en Glenview durante la década de 1910.
El vecindario que los rodeaba había cambiado considerablemente desde que se construyó la casa. En 1875, un año antes de que comenzara la construcción de Glenview, los Shonnard habían subdividido su propiedad al norte y al este de la finca. En los años posteriores, esos lotes se vendieron y se desarrollaron lentamente con casas similares a Glenview, pero más pequeñas. A menudo, su proximidad a la casa de los Trevor se utilizó como argumento de venta. En el momento de la muerte de Emily Trevor, esta evolución de una ciudad rural a un suburbio moderno estaba casi completa, por lo que la familia decidió vender la casa, ya que ninguno de ellos quería vivir allí debido a estos cambios.

### 1922-presente: como museo
La ciudad de Yonkers compró la casa y los terrenos a la familia con la intención de usar el terreno como parque público. Trevor Park se estableció poco después. La casa permaneció vacía durante seis años hasta que se inauguró como Museo de Ciencia y Arte, con la colección establecida en el Ayuntamiento de Yonkers en 1919 para su futuro uso histórico. En 1948 se convirtió en el Museo del Río Hudson, alquilando la casa y el terreno de la ciudad por 1 dólar al año.
Durante estos años, el exterior se modificó algo por la eliminación de la puerta de la cochera y las terrazas. En el interior, se quitaron las repisas de la chimenea. También se retiró el espejo de la parte trasera de la puerta principal para poder traer un elefante de peluche del Barnum & Bailey Circus. Las habitaciones se utilizaron como salas de exposiciones y se descuidaron sus acabados.

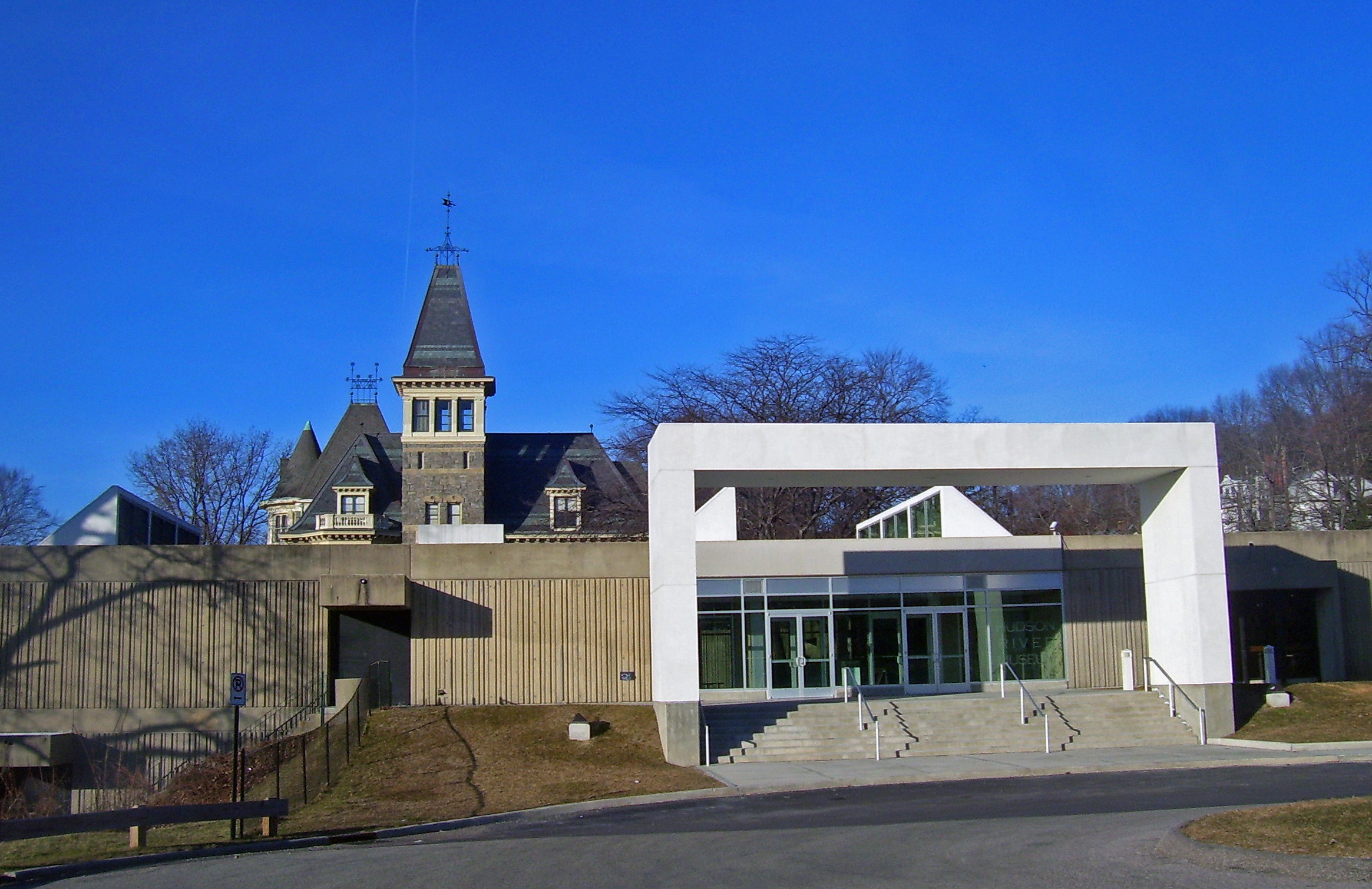
Eentrada al Museo del Río Hudson

En 1967, el museo decidió que necesitaba más espacio, e invirtio 1,5 millones de dólares (10,5 millones en 2021) para adquirir otros 2300 m², además de equiparse con un planetario en el estilo brutalista popular en ese momento. Se completó dos años después. Además de ser un marcado contraste con la casa, la encerró dentro de un patio, restringiendo la vista de su primer piso. La entrada principal, con puertas enrejadas, se comparó más tarde con una prisión. Se instaló un ascensor en la mansión y se restauraron sus habitaciones para centrarse en la historia de la casa y en cómo vivían los Trevor.
Tres décadas más tarde, en los primeros años del siglo XXI, el museo comenzó a recaudar fondos para mejorar sus dos instalaciones como parte de una expansión de 14 millones de dólares. Las primeras fases exigieron una mejor integración y conexión de Glenview y la estructura de 1969. Se cerró un corredor entre los dos, y se construyó un pasillo de un 35,1 m entre las instalaciones para conectar con un nuevo ascensor proyectado en el exterior. Los cambios, explicó el director del museo, eran necesarios para cumplir con las leyes federales de accesibilidad y preservar el carácter histórico del edificio.

## Estética
Trevor y Clinton habían trabajado juntos de cerca y habían pensado mucho en el diseño de la casa, ya que Trevor diseñó el paisaje circundante y quería que fueran compatibles entre sí. Las ventanas se colocaron cuidadosamente en función de cómo enmarcaban la vista del río y el paisaje. Las elecciones estilísticas de Clinton fueron verdaderamente eclécticas. Uno de los periódicos de Yonkers describió la casa como de estilo inglés antiguo, mientras que el otro dijo que "era parte del estilo château". El revestimiento de piedra toscamente tallada se hace eco de las mansiones cercanas de Greystone y Rosemont, que Trevor pudo haber recomendado al arquitecto como ejemplos, ya que Clinton hasta entonces había diseñado principalmente casas urbanas. La torre de Greystone puede haber inspirado la que Clinton construyó en la Armería del Séptimo Regimiento en Park Avenue en Manhattan un año después de que se terminara Glenview.
El interior reflejó cambios en el diseño de las casas que luego se volverían comunes en las residencias suburbanas. En una casa urbana, las habitaciones se habrían extendido hacia atrás a lo largo del piso debido a limitaciones espaciales en los lados. Como resultado, el comedor y la cocina estaban en la parte trasera, ya que podían ubicarse en el mismo piso. Una despensa los conectaba, por lo que no era necesario que el servicio pasara por las áreas públicas de la casa.
En Glenview, el salón y la sala de billar estaban al este del gran vestíbulo de entrada, mientras que la biblioteca y otras habitaciones más utilizadas por la familia que los visitantes estaban al oeste para permitirles disfrutar de la vista del río. Entre el comedor y la biblioteca estaba la sala de estar, que se abría a la gran terraza, llamada "piazza" en ese momento, que originalmente estaba unida a ese lado de la casa. Otra amplia galería, con una puerta cochera, también se adjuntó originalmente al sur.
Además de permitir vistas al río en las noches cálidas, las terrazas también contribuían a refrescar la casa. Aislaban las secciones adyacentes del edificio y habilitaban un área intermedia entre la casa menos ventilada y el exterior sin sombra en los días calurosos. Tanto las terrazas como las otras áreas del primer piso estaban ampliamente amuebladas con sillas reclinables y mecedoras, reflejando la construcción de la casa pensando en el ocio. En el segundo piso, el dormitorio principal ocupaba la esquina suroeste, no solo para contemplar el río sino también para aprovechar la exposición al sur, difícil de conseguir en muchas casas de Manhattan.
Desde que se mudó a Yonkers, Trevor había trabajado con el jardinero John Wiffler en la propiedad. Una vez que se construyó Glenview, Wiffler se mudó con su familia a la cabaña del superintendente. Los dos plantaron 200 árboles de hoja perenne alrededor de la casa y los jardines, así como naranjos y limoneros en el frente. Trevor se dedicó apasionadamente a su pasatiempo, cultivando ejemplares premiados y desarrollando nuevas variedades. En 1883, las uvas negras de Hamburgo de la finca ganaron el primer premio en la reunión de otoño de la Sociedad de Horticultura de Nueva York. Su nieto recordó más tarde que el cobertizo de las macetas estaba "simplemente lleno de premios" por las flores, y su "mum Glenview" de color cobrizo se vendió en Manhattan.

## Vecindario
La casa está ubicada en los terrenos del Museo del Río Hudson, justo al norte de su edificio principal de estilo brutalista. Forma el muro norte del patio central del edificio. Todo el complejo está en el lado oeste de Warburton, al norte de Trevor Park y al sur de John F. Kennedy Memorial Drive, que también se curva hacia el oeste del museo. El terreno se inclina constantemente hacia el oeste hasta alcanzar las vías de la línea Metro-North Hudson, 100 m al oeste, a lo largo de la orilla del río Hudson. La estación de Glenwood del Metro-North está a mil pies (300 m) al sur a lo largo de la línea. Al otro lado del río hay una vista de los acantilados de piedra de Palisades en Nueva Jersey.
Al otro lado de Warburton, hacia el este, hay casas de dos pisos del siglo XX. Detrás de ellas corren el Antiguo Acueducto de Croton, un Monumento Histórico Nacional, y su sendero. Un edificio moderno de gran altura se encuentra al oeste, al otro lado de Memorial Drive. Un pequeño estacionamiento, para los empleados del museo, está inmediatamente al norte. En el sur, Trevor Park es un área preferentemente abierta, con la carretera de entrada al museo en el este, dos campos de béisbol y canchas de tenis. Al sur hay edificios de apartamentos de gran altura más modernos.

## Otras lecturas
- Great Houses of the Hudson River, Michael Middleton Dwyer, editor, con prefacio de Mark Rockefeller, Boston, MA: Little, Brown and Company, publicado en asociación con Historic Hudson Valley, 2001.ISBN 082122767X.